# Wolfgang Pöll
Wolfgang Pöll (* 1. August 1855 in Pappenberg; † 1937 in München) war ein deutscher Verwaltungsjurist.

## Leben
1879 begann er nach dem Abschluss seines Studiums den Vorbereitungsdienst beim Bezirksamt Amberg, 1880 beim Amtsgericht Amberg, 1881 beim Landgericht München I. 1882 folgte die 2. Prüfung für den höheren Justiz- und Verwaltungsdienst. Anfang 1883 begann er als geprüfter Praktikant, dann Akzessist bei der Regierung der Oberpfalz (Kammer des Innern). 1884 war er Bezirksamtsassessor in Eggenfelden und 1889 in Stadtamhof. 1892 wurde er Regierungsassessor bei der Regierung von Oberfranken, 1895 Bezirksamtmann in Tirschenreuth und 1899 Regierungsrat bei der Regierung von Oberfranken. Seit 1. Juni 1906 war er Rat am Bayerischen Verwaltungsgerichtshof, seit 1. Juli 1915 Regierungsdirektor der Regierung der Oberpfalz (Direktor der Kammer des Innern) und Stellvertreter des Regierungspräsidenten.
Am 16. September 1920 ging er auf eigenes Ansuchen in den Ruhestand, unter Verleihung von Titel und Rang eines Geheimen Rats.
Seit 1911 war er Mitglied des Disziplinarhofs für nichtrichterliche Beamte, seit 1914 Mitglied des Kompetenzsenats am Verwaltungsgerichtshof.